# SCH-442,416
SCH-442,416 je visoko selektivan antagonist adenozinskog A2a receptora. On je u širokoj upotrebi u njegovoj 11C radioobeleženoj formi za mapiranje distribucije A2a receptora u mozgu. Uzimajući u obzir distribuciju A2a receptora u mozgu, oni su istraživani za tretman raznih neuroloških poremećaja, i utvrđeno je da SCH-442,416 potencijalno može da nađe primenu u tretmanu depresije, Parkinsonove bolesti, i katalepsije.